# 31398 Lukedaly
31398 Lukedaly este o planetă minoră (asteroid), cu un diametru de 3,518 km, din centura de asteroizi. A fost descoperită pe 27 decembrie 1998 la Stația Anderson Mesa de Lowell Observatory Near-Earth-Object Search. 
Obiectul prezintă o orbită caracterizată de o semiaxă mare de 2,4295307 UAi, o excentricitate de 0,26, o înclinație de 11,76184 ° în raport cu ecliptica.